# Podróż do Arabii
Podróż do Arabii – polski film psychologiczny z 1979 roku w reżyserii Antoniego Krauzego.

## Obsada
- Halina Łabonarska – Anna Rościszewska
- Jerzy Bińczycki – doktor Andrzej
- Ewa Decówna – Barbara
- Jan Peszek – Jan Rościszewski
- Andrzej Różycki (młodszy) – Jurek
- Zdzisław Wardejn – Tadeusz
- Barbara Wałkówna – matka Jurka
- Halina Koman-Dobrowolska – matka Anny
- Małgorzata Marks – Małgosia
- Elżbieta Jasińska – Maryśka
- Wojciech Wiszniewski – Boguś
- Lena Wilczyńska – pensjonariuszka
- Andrzej Głoskowski – gość na przyjęciu
- Henryk Waniek – on sam
- Diana Stein